# 橿原市立耳成南小学校
橿原市立耳成南小学校（かしはらしりつ みみなしみなみしょうがっこう）は、奈良県橿原市にある公立小学校である。橿原市立耳成小学校の児童増加に伴い新設された。旧耳成村南部の常磐町・石原田町・山之坊町・木原町を校区としている。
2013年に橿原市の研究指定を受け、教科体育の充実と運動の生活化を目指し取り組みを行い、授業開始前に校庭で児童を遊ばせる「業前遊び」を実施している。また、月に1回、異なる学年の児童でゲームやスポーツなどを通じて交流を行うための「南っ子タイム」をもうけている。

## 沿革
- 1949年（昭和24年）4月1日 - 耳成村立耳成小学校・耳成西小学校・耳成北小学校を統合し耳成小学校開校。
- 1973年（昭和48年）4月1日 - 橿原市立耳成小学校より分離設置される。
- 1983年（昭和58年）10月1日 - 創立10周年記念式典・イベントが開催される。
- 2013年（平成25年）4月1日 - 創立40周年を迎える。

## 通学区域
常磐町・石原田町・山之坊町・木原町

## 進学先中学校
- 橿原市立八木中学校